# Mario Pesoa
Mario Raúl Pesoa (nacido en Rosario en 1917) fue un futbolista argentino. Jugaba como mediocampista y su único club fue Rosario Central. Es el padre del afamado periodista Quique Pesoa.

## Carrera
A los 18 años debutó en la primera canalla, el 30 de junio de 1935, ante Washington por el Torneo Gobernador Luciano Molinas, con triunfo de Central 6-1. Se desempeñaba como half izquierdo, y la mayor parte de su carrera la jugó en las divisiones cuarta e intermedia, llegando a primera para reemplazar al tucumano Alberto Espeche. Provenía de una familia hacendada, por lo que al cobrar los premios, en lugar de quedárselos, lo repartía entre sus compañeros que más lo necesitaban. En 1937 el Chueco García es transferido a Racing, y el mismo delantero pide que incorporen también a Pesoa, ya que consideraba que era quien mejor le cubría las espaldas. Pero en la época ser futbolista no era bien visto en una familia como la suya, y prefirió retirarse de la actividad.

## Clubes
| Club            | País      | Año       |
| --------------- | --------- | --------- |
| Rosario Central | Argentina | 1935-1936 |

### Estadística
| Torneo                  | PJ |
| ----------------------- | -- |
| Torneo Molinas 1935     | 4  |
| Torneo Preparación 1936 | 1  |

## Palmarés
| Equipo          | Liga     | País      | Título             | Año  |
| --------------- | -------- | --------- | ------------------ | ---- |
| Rosario Central | Rosarina | Argentina | Torneo Preparación | 1936 |